# عود میثاء
عود میثاء (به عربی: عود میثاء) یک منطقهٔ مسکونی در امارات متحده عربی است که در دبی، امارات واقع شده‌است.